# Gasselberg (Gemeinde Krottendorf-Gaisfeld)
Gasselberg ist eine Ortschaft und Streusiedlung in der Weststeiermark sowie eine Katastralgemeinde der Gemeinde Krottendorf-Gaisfeld im Bezirk Voitsberg, Steiermark. Der Ort war von 1850 bis 1948 eine eigenständige Gemeinde.

## Ortsname und Geografie
Der Ortsname hat den gleichen Ursprung wie der des benachbarten Gaisfeld und wurde später auf den angrenzenden Berg übertragen. Der Namensteil Gassel- leitet sich vermutlich nicht vom mittelhochdeutschen geiz für eine Geiß oder Ziege, sondern könnte in seiner früheren und urkundlich belegten mit -eu und -ev geschriebenen Form auf eine Person namens Geu hinweisen. Auch eine Herleitung vom althochdeutschen gawi für Gau oder geuß für Überschwemmung ist möglich. Der Ortsname bedeutet wahrscheinlich so viel wie Berg des Geu.
Gasselberg liegt im nordöstlichen Teil der Gemeinde Krottendorf-Gaisfeld, nördlich des Hauptortes Krottendorf, auf den Erhebungen nördlich der Kainach und der Packer Straße B 70. Im Südwesten grenzt Gasselberg an die Katastralgemeinde Arnstein, wobei hier die Kainach den Grenzverlauf markiert und im Westen und Nordwesten an die Katastralgemeinde Thallein der Stadtgemeinde Voitsberg. Im Nordosten und Osten verläuft entlang des Mittereggerbaches die Grenze zur Marktgemeinde Stallhofen und der Katastralgemeinde Muggauberg. Im Südosten und Süden schließt Gaisfeld an, wobei die Packer Straße teilweise als Grenze bildet.
Zu Gasselberg gehören noch gehören noch die Einzellagen Grabenbauer und Heindler.

## Geschichte
Gasselberg entstand auf einem hochmittelalterlichen Rodungsgebiet und bestand ursprünglich großteils aus Weinbergrieden und vereinzelten Einödhöfen. Die erste urkundliche Erwähnung erfolgte im Jahr 1234 als in monte Gevsvelt.  Weitere Erwähnungen erfolgten 1395 als Gesuelder Perig, 1444 als Gaisuelter perg, 1782 als Gasslberg und Gegend sowie schließlich 1822 als Gasselberg. Im Jahr 1285 wird erstmals der Weinbau zu Geusveld erwähnt und auch die Abtei Seckau sowie die Herrschaft Greißenegg besaßen Weingärten am Gasselberg.
Die Einwohner von Gasselberg gehörten bis 1848 zu verschiedenen Grundherrschaften, so etwa zu den Herrschaften Greißenegg, Herbersdorf, Kleinkainach, Krems, Ligist, Obervoitsberg, Piber sowie Winterhof. Der Weinzehnt ging großteils an die Herrschaft Piber, aber auch teilweise an die Herrschaft Lankowitz. Gasselberg gehörte zum Werbbezirk der Herrschaft Ligist.
Im Jahr 1850 wurde mit der Konstituierung der freien Gemeinden die eigenständige Gemeinde Gasselberg gegründet. An der Einmündung des Gemeindeweges von Gasselberg in die Bezirksstraße wird in den Jahren 1872 und 1877 eine Mautstelle erwähnt. Eine geplante Zusammenlegung von Gasselberg mit den Gemeinden Gaisfeld und Thallein scheiterte im Jahr 1919. Im Mai 1936 gab es die Ortsgruppe Gaisfeld-Gasselberg der Vaterländischen Front. Am 1. Januar 1948 wurde schließlich Gasselberg nach Gaisfeld eingemeindet.

## Wirtschaft und Infrastruktur
Gasselberg ist landwirtschaftlich geprägt und wahrscheinlich seit der Römerzeit, spätestens aber seit dem Mittelalter bis in das 20. Jahrhundert hinein spielte der Weinbau eine wichtige wirtschaftliche Rolle. Alle größeren Herrschaften des Bezirkes hatten Weingärten in Gasselberg. Die Kinder des Ortes besuchen die Schulen in Sankt Johann ob Hohenburg und Stallhofen.

## Sehenswürdigkeiten und Bauwerke
Zu den bedeutendsten Bauwerken in Gasselberg gehört der im 16. Jahrhundert errichtete Schreinerhof, welcher auch als Schloss Gasselberg bekannt ist. Die Hauskapelle des Herrenhauses stammt aus dem Jahr 1845. Weiters soll sich im Hochmittelalter am Gasselberg die so genannte Reisachburg der Reisacher befunden haben.